# Alderetes
Alderetes is een plaats in het Argentijnse bestuurlijke gebied Cruz Alta (departement) in de provincie Tucumán. De plaats telt 38.466 inwoners.